# Александер Скшинський
Алекса́ндер Ю́зеф Скши́нський (пол. Aleksander Józef Skrzyński; 18 березня 1882, с. Загужани, Галичина, Австро-Угорщина — 25 вересня 1931, Острув-Великопольський, Польща) — польський державний діяч. Міністр закордонних справ в 1922-1926 роках (з перервами), прем'єр-міністр у листопаді 1925 — травні 1926 років.

## Біографія
Вивчав право у Віденському університеті (1900–1904), продовжив навчання у Краківському університеті. Закінчив його в 1906 році, отимав ступінь доктора права. З 1906 року — на дипломатичній службі Австро-Угорщини, служив при імператорі Францові Йосифу I. Брав участь у Першій світовій війні у званні молодшего лейтенанта, потім — як ад'ютант генерала Тадеуша Розвадовського, з 1916 року — офіцер запасу. Працював на дипслужбі в Гаазі, Берліні, Парижі.
Після створення Польської держави (1918) призначений 1919 року повноважним представником у Бухаресті (Румунія). Після вбивства першого польського президента Габріеля Нарутовича призначений 16 грудня 1922 року міністром закордонних справ у кабінеті Владислава Сікорського. Після формування уряду Вінцентія Вітоса знятий з посади.
27 липня 1924 року знову призначений головою міністерства закордонних справ в уряді Владислава Грабського. На цій посаді домігся врегулювання боргів Польщі перед США та Великою Британією, уклав конкордат з Ватиканом, та дипломатичні зв'язки з Чехословаччиною, активної участі Польщі в розробці Женевського протоколу про заборону хімічної і біологічної зброї (1925), договору з Німеччиною про арбітраж в рамках Локарнських домовленостей 1925 року та про Данциг на користь Польщі.
13 листопада 1925 року Скшинський призначений прем'єр-міністром, утворив коаліційний уряд при підтримці Національно-демократичного союзу і Польської соціалістичної партії, одночасно зберіг пост міністра закордонних справ.
Похований у катедральній базиліці святого Івана Хрестителя у Варшаві.